# Кулаші
Кулаші (груз. კულაში) — даба (містечко) у Самтредському муніципалітеті, мхаре Імеретія, Грузія.

## Географія
Кулаші розташоване на заході Грузії, у Колхидській низовині, за 5 км від міста Самтредія, за 29 км на захід від Кутаїсі та за 213 км від Тбілісі.

## Клімат
У містечку Кулаші вологий субтропічний клімат. Зима м'яка та помірно прохолодна, літо тепле та вологе.
Середньорічна температура — 14.8 °C. Найтеплішим місяцем є серпень, з середньою температурою 23.8 °C, найпрохолоднішим — січень, з середньою температурою 5.5 °C.
Середньорічна кількість опадів — 1513 мм. Найменше опадів випадає у травні — 69 мм, найбільше в грудні, у середньому 186 мм.
Середньорічна відносна вологість повітря — 72%.

## Історія
Містечко Кулаші вперше загується у XVI столітті, як володіння грузинських князів Мікеладзе.
З 1897 року в Кулаші почав проводитися ярмарок.
У 1961 році Кулаші отримало статус селища міського типу.
Збудована ткацька фабрика у 1950-ті роки. У 1970-ті роки утворений Зооветеринарний технікум.

### Єврейська громада містечка
Кулаші було місцем компактного проживання євреїв, які з'явилися тут у 70-х роках XVIII століття.
Ще у XIX столітті місцеві євреї мешкали у своєму кварталі. Основним заняттям місцевих євреїв була торгівля та збір вторинної сировини. У Кулаші діяло 5 синагог, одна з яких згоріла у 1970-х роках.
1930 року в Кулаші було створено єврейський колгосп, у який вступило 10 сімей.
На початку 1970-х років в містечку Кулаші мешкало понад п'ять тисяч осіб, переважно грузинські євреї, були дві синагоги (18-го та 20-го століття). З цієї причини Кулаші називали «маленьким Єрусалимом» та «Грузинським Єрусалимом».
З кінця 1970-х років почалася еміграція єврейського населення в Ізраїль, до середини 1990-х років у Кулаші євреїв не залишилось.
У містечку з 2005 року діє Музей грузино-єврейської дружини, де зібрана велика колекція світлин, книг та рукописів.

## Демографія
Чисельність населення містечка Кулаші, станом на 2014 рік, налічує 1,702 осіб, переважно грузини.

## Відомі люди
Уродженці
- Гурам Батіашвілі — грузинський драматург.
- Ефраїм Гур — ізраїльський політик.
- Микола Канделакі — грузинський радянський скульптор. Народний художник Грузинської РСР (1957).
- Джемал Мікеладзе — грузинський радянський політичний діяч. Останній перший секретар ЦК Компартії Грузинської РСР.
- Авраам Міхаелі — ізраїльський політик.
- Шенгелія Георгій Давидович — Герой Радянського Союзу.